# دختری بر روی پل
دختری بر روی پل (به فرانسوی: La fille sur le pont) (به انگلیسی: The Girl on the Bridge) یک فیلم درام فرانسوی محصول سال ۱۹۹۹ است که به صورت سیاه‌وسفید به کارگردانی پاتریس لوکنت و با بازی ونسا پارادی و دانیال اوتیول ساخته شده است.
در سال ۲۰۰۰ پارادی نامزد جایزه سزار برای این فیلم شد.

## داستان
«آدل» (پارادی)، یک شب روی پلی بالای رودخانهٔ سن ایستاده و به فکر خودکشی است که ناگهان مردی به نام «گابور» (اوتوی) به او نزدیک می‌شود. «گابور» به او می‌گوید که در کلوب‌های شبانه چاقو می‌اندازد و مدتی است به دنبال یک هدف انسانی می‌گردد که برایش کار کند و می‌پرسد آیا «آدل» مایل است با او هم کاری کند یا خیر.

## بازیگران
- ونسا پارادی در نقش آدل، دختری انتحاری
- دنیل اوتوی در نقش گابور، پرت‌کننده چاقو
- فردریک فلوگردر در نقش کانتورشنیست
- دمتر جورگالاسدر در نقش تاکیس
- کاترین لاسکودر در نقش آیرن